# Кутюрье, Малик
Малик Кутюрье (фр. Malik Couturier; родился 21 января 1982, Жонзак, Франция) — французский футболист, защитник. Играл за ряд клубов, такие как: «Ньор», «Анже» и «Лаваль».
Воспитанник клуба «Ньор». В 2003 году дебютировал за основную команду и на протяжении 5 лет был игроком первой команды. Всего за команду из «Ньора» сыграл 140 матчей и забил 5 голов. В 2008 году защитник перешел в «Анже», за который также отыграл 5 лет. Проведя за клуб свыше ста матчей, игрок отправился в «Лаваль». В первом сезоне за новый клуб, сыграл 23 матча.